# Ensemble commémoratif de Tjentište
L'ensemble commémoratif de Tjentište, également connu sous le nom de vallée des héros, est situé en Bosnie-Herzégovine, sur le territoire du village de Tjentište et dans la municipalité de Foča.

## Localisation
situé dans le parc national de Sutjeska, village de Tjentište,  municipalité de Foča.

## Histoire
La bataille de la Sutjeska a été un tournant dans la lutte de libération nationale. Elle s'est déroulée du 27 mai au 15 juin 1943. L'objectif était de briser l'encerclement allemand, pour lequel plus de 7 000 partisans sont tombés
Après la Seconde Guerre mondiale, la région a été déclarée parc national et transformée en un complexe commémoratif. Un ossuaire commémoratif, dans lequel sont entreposés les restes de 3 301 combattants, a été construit en 1958. En 1971, un monument  a été érigé au-dessus, œuvre du sculpteur Miodrag Živković.
Courant 1975. La maison commémorative de la bataille de Sutjeska a été construite, conçue par l'architecte Ranko Radović (en).
Pendant la guerre de 1992-1995 en Bosnie-Herzégovine, la maison commémorative a été vandalisée.

## Architecture
Conçu en 1971, il est inscrit sur la liste provisoire des monuments nationaux de Bosnie-Herzégovine.

## Sépultures

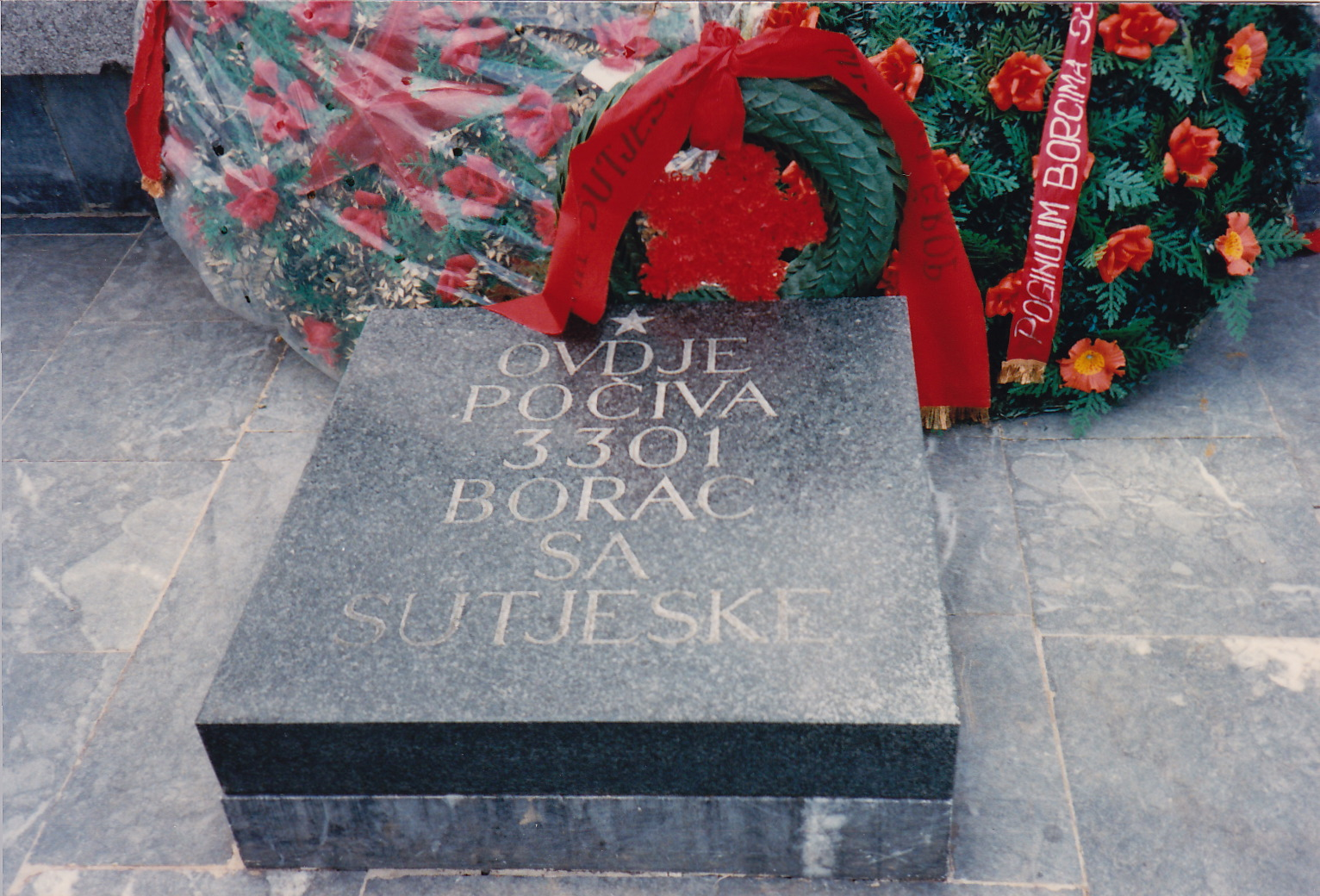
Plaque commémorative dans le mémorial.

Parmi les personnalités enterrées dans le mémorial, on peut citer :[réf. nécessaire]
- Veljko Aleksić, héros national
- Marko Baletić, héros national
- Hamid Beširević, héros national
- Dušan Bojović, héros national
- Radoš Bojović, héros national
- Stevo Boljević, héros national
- Rade Vilotijević, héros national
- Dušan Vujačić, héros national
- Dušan Vujošević, héros national
- Đuro Vujović Španac, héros national
- Vasilije Đurović Vako, héros national
- Veselin Đurović Aga, héros national
- Marko Ećimović, héros national
- Boško Žunić, héros national
- Vujadin Zogović, héros national
- Milun Ivanović, héros national
- Vojin Katnić, héros national
- Boriša Kovačević Šćepan, héros national
- Sava Kovačević (en), héros national
- Ivan Goran Kovačić
- Risto Lekić, héros national
- Šerif Lojo, héros national
- Nikola Lješković, héros national
- Aleksa Maksimović, héros national
- Nikola Maraković Nina, héros national
- Dragutin Maraković, héros national
- Živan Maričić, héros national
- Stanislav Martinović, héros national
- Veselin Masleša, héros national
- Rade Milićević, héros national
- Sima Milošević
- Šefik Obad, [héros national
- Miladin Pavličić, héros national
- Vojin Poleksić, héros national
- Nurija Pozderac
- Olga Popović-Dedijer
- Božina Prelević Bojo, héros national
- Jovo Radulović, héros national
- Nenad Rakočević, héros national
- Momčilo Moma Stanojlović, héros national
- Vlado Tomanović, héros national
- Gojko Ujdurović, héros national
- Rifat Frenjo, héros national
- Avdo Hodžić, héros national
- Miljenko Cvitković, héros national
- Pavle Džever, héros national
- Milan Šarac, héros national
- Branko Šurbat Bane, héros national